# 托伊庫特
51°23′34″N 24°49′30″E / 51.39278°N 24.82500°E
托伊庫特（烏克蘭語：Тойкут），是烏克蘭的村落，位於該國西部沃倫州，由科韋利區負責管轄，面積209.9平方公里，海拔高度163米，2001年人口507，人口密度每平方公里2.42人。